# Iakov Dorfman
Iakov Grigorievici Dorfman (n. 26 martie 1898, Sankt-Petersburg — d. 5 noiembrie 1974, Leningrad) a fost un fizician sovietic cu contribuții în domeniul magnetismului, fizicii solidului și istoriei fizicii.[nefuncțională]

A indicat condițiile necesare pentru observarea paramagnetismului nuclear în solide.